# Gonomyia pleurostriata
Gonomyia pleurostriata är en tvåvingeart som beskrevs av Alexander 1936. Gonomyia pleurostriata ingår i släktet Gonomyia och familjen småharkrankar. Inga underarter finns listade i Catalogue of Life.